# Liste der Monuments historiques in Dammarie-les-Lys
Die Liste der Monuments historiques in Dammarie-les-Lys führt die Monuments historiques in der französischen Gemeinde Dammarie-les-Lys auf.

## Liste der Bauwerke
| Bezeichnung   | Beschreibung              | Standort | Kennzeichnung | Schutzstatus | Datum | Bild           |
| ------------- | ------------------------- | -------- | ------------- | ------------ | ----- | -------------- |
| Abbaye du Lys | Erbaut im 13. Jahrhundert | (Lage)   | PA00086923    | Classé       | 1930  | weitere Bilder |

## Liste der Objekte

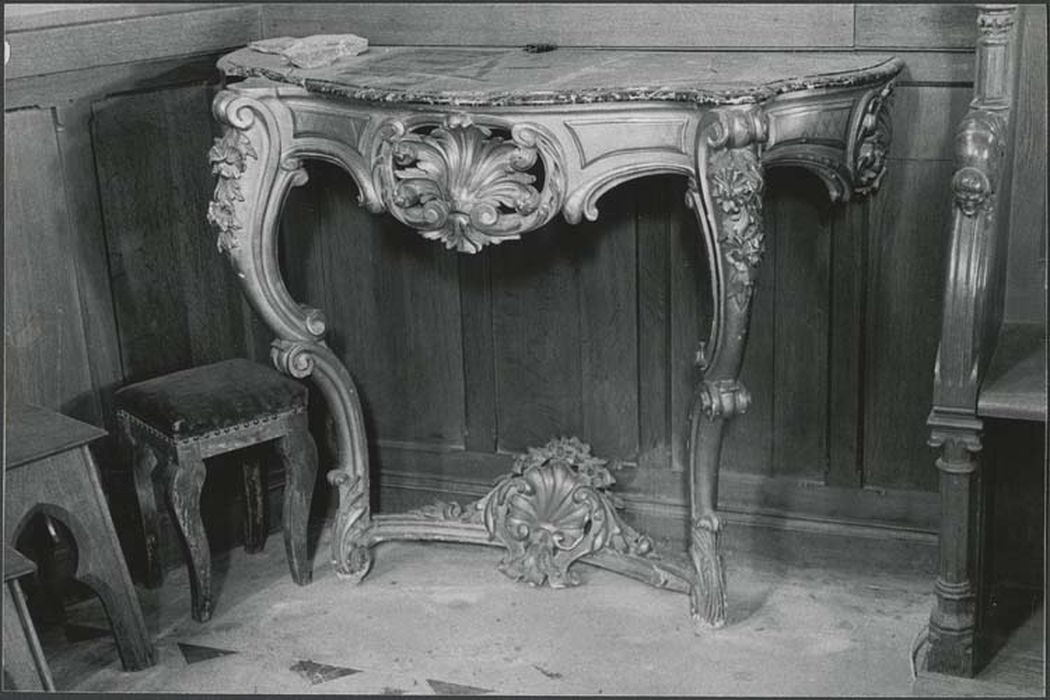
Kredenz aus dem 19. Jahrhundert in der Kirche Notre-Dame-de-la-Visitation

- Monuments historiques (Objekte) in Dammarie-les-Lys in der Base Palissy des französischen Kultusministeriums